# Distretto di El Ingenio
Il distretto di  El Ingenio è uno dei cinque distretti della provincia di Nazca, in Perù. Si trova nella regione di Ica e si estende su una superficie di  552,39 chilometri quadrati.